# کشش قیمتی تقاضا

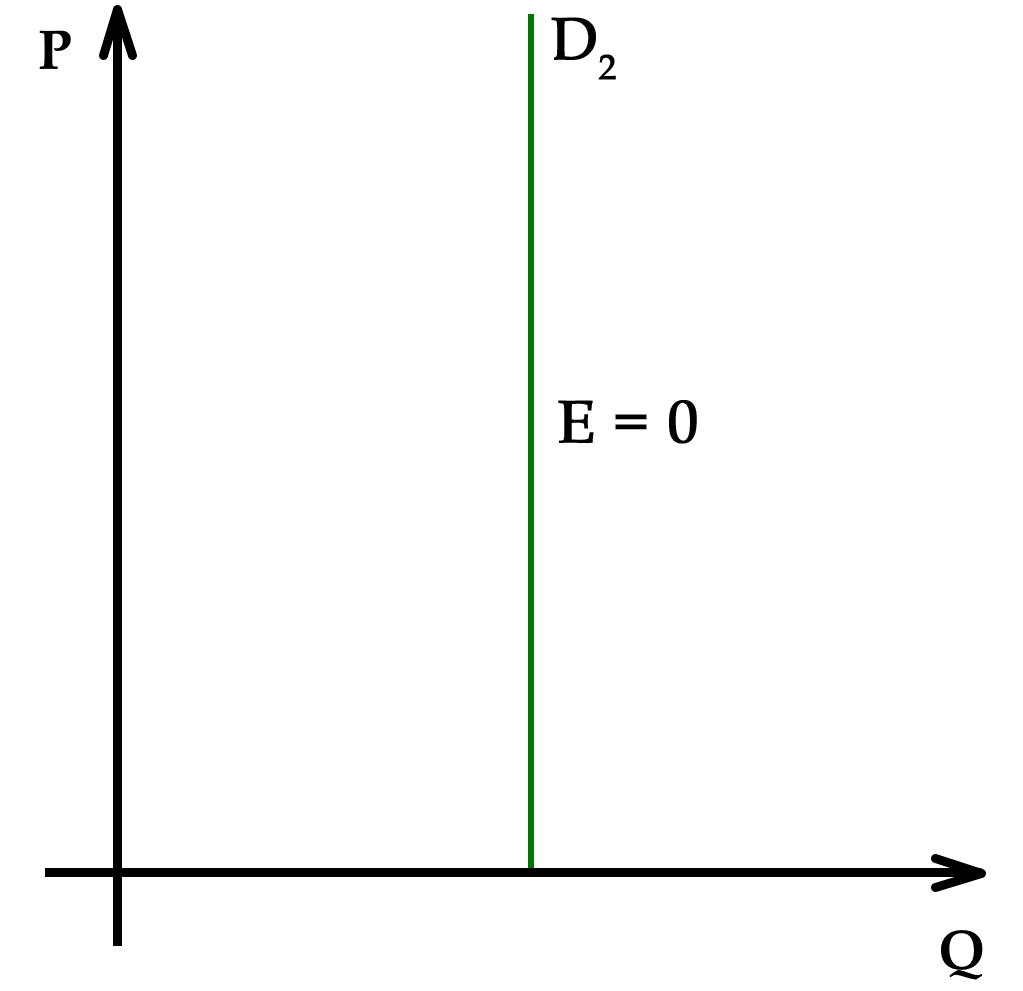
توابع بر اساس تقاضا در تناعی عمود در توازی

توابع بر اساس تقاضا در تناهی و عمود و در توازی کشش قیمتی تقاضا (به انگلیسی: Price elasticity of demand) درصد تغییرات مقدار تقاضا نسبت به تغییر قیمت است که به صورت رابطه زیر نمایش داده می‌شود:
{\displaystyle E_{p}={\frac {\Delta Q}{\Delta P}}\cdot {\frac {P}{Q}}}
در این فرمول {\displaystyle {\Delta Q}} تغییر در مقدار و {\displaystyle {\Delta P}} تغییر در قیمت است. باید توجه داشت که عکس شیب منحنی تقاضا یعنی {\displaystyle {\frac {\Delta Q}{\Delta P}}} تنها جزئی از رابطه کشش تقاضا است و مقدارش منفی است. زیرا قیمت و مقدار در جهت عکس هم هستند. یعنی وقتی P افزایش می‌یابد، Q کاهش می‌یابد و بلعکس.
در این رابطه کشش نقطه‌ای تقاضا نسبت به قیمت، یا کشش در یک نقطه داده شده بر روی تقاضا اندازه‌گیری شده است. اما در دنیای واقعی کشش قوسی تقاضا نسبت به قیمت یا کشش قیمتی تقاضا بین دو نقطه بر روی منحنی تقاضا اندازه‌گیری می‌شود. اما اگر رابطه فوق را برای اندازه‌گیری کشش قوسی استفاده کنیم نتایج متفاوتی بدست می‌آید که بسته به افزایش یا کاهش قیمت دارد. برای حل این مشکل متوسط دو قیمت یا متوسط مقادیر را به کار می‌بریم٬و رابطه کشش قوسی تقاضا را اینگونه بیان می‌کنیم:
{\displaystyle E_{p}={\frac {Q_{2}-Q_{1}}{P_{2}-P_{1}}}\cdot {\frac {P_{2}+P_{1}}{Q_{2}+Q_{1}}}}
که در آن به ترتیب اعداد ۱ و ۲ مقدار اولیه و بعدی هستند.

## انواع کالا بر اساس کشش قیمتی تقاضا
بر اساس مقدار کششی قیمت تقاضا کالاها را به کالاهای کم کشش با کشش، بی کشش و غیره تقسیم می‌کنند.
1. اگر کشش قیمتی صفر باشد گفته می‌شود تقاضا کاملاً بی کشش است یعنی تقاضا هیچ حساسیتی نسبت به تغییرات قیمت ندارد.
2. اگر قدر مطلق کشش قیمتی بین صفر و یک باشد در آن صورت گفته می‌شود تقاضا کم کشش است به این معنا که اگر یک درصد قیمت افزایش یابد تقاضا کمتر از یک درصد کاهش می‌یابد.
3. اگر قدر مطلق کشش برابر با یک باشد گفته می‌شود تقاضا با کشش واحد است یعنی اگر قیمت یک درصد افزایش یابد تقاضا یک درصد کاهش می‌یابد.
4. اگر قدر مطلق کشش بزرگتر از یک باشد گفته می‌شود تقاضا با کشش است یعنی اگر قیمت یک درصد افزایش یابد تقاضا بیشتر از یک درصد کاهش می‌یابد.
5. اگر قدر مطلق کشش بی‌نهایت باشد در آن صورت گفته می‌شود تقاضا کاملاً با کشش است.

| ارزش                              | توصیف شرایط                  |
| --------------------------------- | ---------------------------- |
| {\displaystyle E_{d}=0}           | کاملاً کشش‌ناپذیر              |
| {\displaystyle -1<E_{d}<0}        | کشش‌ناپذیر یا نسبتاً کشش‌ناپذیر |
| {\displaystyle E_{d}=-1}          | دارای کشش واحد               |
| {\displaystyle -\infty <E_{d}<-1} | کشش‌پذیر یا نسبتاً کشش‌پذیر     |
| {\displaystyle E_{d}=-\infty }    | کاملاً کشش‌پذیر                |